# Columnea schiedeana
Columnea schiedeana är en tvåhjärtbladig växtart som beskrevs av Diederich Franz Leonhard von Schlechtendal. Columnea schiedeana ingår i släktet Columnea och familjen Gesneriaceae. Inga underarter finns listade i Catalogue of Life.